# 志保乃涼
志保乃涼（日语：／ Shihono Ryō，1991年9月7日—），日本前寫真偶像、前演員。於神奈川縣出身。她主要活躍於寫真雜誌、年少偶像雜誌等平台上。此外她亦以演員、歌手、配音員的身份出現在其他媒體上。
1991年9月7日，志保乃涼在日本神奈川縣出生。2003年，她決定出道。2005年1月31日，志保乃的首部寫真DVD《MILKYPOP Love Gril’s Mix 志保乃涼》（MILKYPOP LOVE GIRL’S MIX しほの涼）推出。次月，她亦推出了自己的首部寫真集《相戀》（りょうおもい）。此後她亦以演員和配音員的身份涉足動畫及電影製作，並在2005年至2017年期間拍攝多部寫真影片和寫真集。
2017年6月2日，志保乃表示將退出藝能界。引退作則於寫真網站sabra上公開。她在7月22日出席了引退紀念活動。2018年10月7日，志保乃對外表示自己已經結婚。2019年7月9日，她產下第一胎。
她擅長跳古典芭蕾舞。在校時曾加入魔術部和理科部。她沒有哥哥，不過家中有一弟。

## 生平
1991年9月7日，志保乃涼在日本神奈川縣出生。2003年，她決定出道。她在小四決定不上小學後，入讀一間能夠直升初高中的中學，不過之後又從該間中學輟學。

### 初中時期
2005年1月31日，志保乃推出了首部寫真DVD《MILKYPOP Love Gril’s Mix 志保乃涼》（MILKYPOP LOVE GIRL’S MIX しほの涼）。2月，她推出了寫真集《相戀》（りょうおもい），此作由會田定廣負責攝影。同月25日，她的寫真DVD《Snappy!》公開。7月8日，她在身穿水手服、泳衣、燈籠褲等服裝的情況下拍攝的寫真DVD《涼風》開售。同月，她推出了一部寫真集《单相思》（かたおもい），此作同由會田定廣負責攝影。9月，第一部由她主演的電影《实录怪谈死念》（実録怪談・死念）公開，其於當中飾演主角二之宮冴。12月，她推出了寫真集和寫真DVD各一部——它們分別是《東京涼景》和《橫濱涼景》。
2006年1月21日，志保乃於電影《涉谷怪谈4：真实都市传说》（渋谷怪談　THEリアル 都市伝説）中登場。次日，她推出了首部非戲院首映作品《女僕涼醬》（メイドな涼chan），於當中飾演在喫茶店扮演女僕的招待員。同年1月至3月期間，她在動畫《檸檬天使計劃》當中為角色皆口智配音，並跟其他配音員合唱主題曲《Angel Addict》（第1至5話、第13話）；第8話則換上了她的獨唱版本。3月22日，她的第二部非戲院首映作品《警察涼醬》（ポリスな涼chan）公開。3月23日至5月31日期間，她在全年齡向OVA動畫系列《奶霜檸檬 New Generation》當中為愛上了哥哥的小學生亞美配音。她表示由於不習慣配音工作，所以在現場配音時感到緊張。3月25日，她成為雜誌書《moecco》創刊號的封面女郎，並在隨書附送的寫真DVD中演出。同月30日，她推出了於宿霧島和沖縄拍攝的寫真DVD《innocent smile》。5月，由她擔任模特兒的寫真集《Ryo 14～瞬間涼感》（Ryo 14～瞬間涼感）公開，此作由安藤清太負責攝影。5月20日，她的第三部非戲院首映作品《護士涼醬》（ナースな涼chan）公開。6月23日，她有在當中參演的《檸檬天使 實寫版》開售，她在當中飾演艾黎卡。7月，她推出了第五部寫真集《記錄》（レコード）。10月，她跟倉田Mina合拍的寫真集《同級生》公開。
2007年1月25日，志保乃推出了寫真集《15’s way to grow up 志保乃涼》（15’s way to grow up　しほの涼）。同年3月，她在沖繩拍攝的寫真集《Ryo Season ～畢業～》（Ryo Season ～卒業～）和寫真影片《校園泳装目录 ～初中毕业纪念作品～》（スク水カタログ ～中学卒業記念作品～）開售。

### 高中時期
2007年5月25日，志保乃跟其他寫真偶像一起拍攝的寫真雜誌《moecco High School 01》開售，隨誌附有寫真DVD一枚。7月6日至9月21日，她在東京都會電視台的特攝片《时空警察Wecker Signa》當中飾演主角冬木玲菜。7月7日，她出演的恐怖電影《恐怖童謠 表之章》（こわい童謡 表の章）上映。8月20日，由她主演的寫真DVD《moecco high school vol.10 志保乃涼 現實～non背景音樂～》（moeccoハイスクール しほの涼・リアル ～non BGM～）公開，此作的特點為最初20多分鐘的畫面並沒有配上任何背景音樂，並把鏡頭（觀眾）當作自己的男朋友去說話。
2008年1月20日，她在東京拍攝的寫真DVD《美好生活》（あま～い生活）開售。3月6日，志保乃出演了電視劇《手機少女～戀愛的課後輔導～》。同年4月12日，她出演的懸疑恐怖電影《投訴者》（クレーマー）在電影院KINECA上映。同月27日，她跟仲村美羽、竹中有希一起出席《手機少女～戀愛的課後輔導～》的DVD發售紀念活動。5月5日，她在秋葉原出席了第13部寫真DVD《moecco high school vol.20 志保乃涼 Write》（moeccoハイスクール vol.20 しほの涼 WHITE，2008年4月開售）的發售紀念活動，此作以她身穿各種白色衣服的場面為主軸。次月22日，她出席了雜誌書《moecco high school Vol.8》（moeccoハイスクール Vol.8）的發售紀念握手會，同場的還有寫真偶像田井中茉莉亞。6月，她的第九部寫真集《春暖花開涼華》（春咲く涼華）正式推出，當中收錄了其身穿浴衣、泳衣、校服的照片。7月20日，她發表了專輯CD《natural》，當中收錄了三首歌曲。24日，DS遊戲《黄昏综合征：禁锢都市传说》開售，志保乃亦為於當中登場的玲香配音。11月，她在沖繩拍攝的寫真DVD《moecco high school vol.25 參與部活的涼醬》（moeccoハイスクール vol.25 部活な凉ちゃん）開售，當中以她去體驗各種社團活動的場面為主軸。同月，她出演了電影《谁都没有死》，於當中飾演薰這名角色。12月，她跟其他偶像一起合拍的寫真集《Bitbullet 公式視覺寫真書》（ビットバレットビジュアルブック : 女子高生格闘SFドラマ）開售。
2009年1月，她的寫真集《少女箱》公開，隨誌附送寫真DVD一枚。當中除了收錄其過往的寫真之外，還附上了其過往的採訪記錄、小時候的照片。3月20日，她的第15部寫真DVD《moecco high school vol.29 如果在梦中遇到》（moeccoハイスクール Vol.29 夢で逢えたら）公開。5月，志保乃出演了特摄电影《时空警察Hyperion》。同年7月20日，她的第16部寫真DVD《水中》（水の中）開售，她此作中一人分飾了游泳選手和教練兩人。10月，她推出了一部寫真集《Adul teen》，它由矢西誠二負責拍攝。12月20日，她在9月拍攝的第17部寫真影片《風之Kiseki》（風のキセキ）公開，當中拍攝了她身穿制服的樣子。
2010年2月5日，志保乃出演了電影《真实的捉迷藏3》（リアル隠れんぼ3）。3月，她從第一高等學院畢業。同月，她推出了高中時期的最後一部寫真影片《啟行》（旅立ち），這部作品是在山梨拍攝。她在次月入讀关东学院大学，並在該月出演了舞台劇《科顿俱樂部》（コントンクラブ）。

### 大学時期
2010年8月20日，志保乃推出了寫真DVD《風信子》（ヒヤシンス），此一作品拍攝了她身穿泳衣和浴衣的樣子。10月29日，她出演了電影《扭來扭去》（クネクネ）。
2011年1月，她出演了月九劇《教我愛的一切》，於當中飾演星野陽子這名角色。同月20日，她在九十九里濱拍攝的寫真DVD《Bady身材！》（フィギュア Baby !）公開，此作為其在颱風吹襲的日子下拍攝的，故此團隊在設置器材方面出現了一些困難。4月6日，她在非戲院首映電影《偶像爆彈》（アイドル爆弾）中客串登場。
2012年1月，由志保乃主演的寫真DVD《只因為你在這》（キミがいるだけで）開售，她在此作部分場面中以身穿露背泳衣的姿態登場。2月11日，她在漫畫《末日僵尸出动》（ライフ・イズ・デッド）的改編電影中登場。4月20日，她推出了一部寫真影片總集編《校園泳衣 Annual》 （スクール水着 Annual），當中匯集了自己中學時期的人氣泳裝寫真片段。12月20日，由她主演的寫真影片《Kiss me…》公開。
2013年8月20日，她在東京都拍攝的寫真影片《Precious》公開。同年9月至12月，志保乃暂时停止藝能活動，赴加拿大留学。

### 大學之後
2014年3月，志保乃從大學畢業。同月，她推出了寫真集《Love is》。同年12月20日，她在9月拍攝的寫真影片《Aphrodite》（Aphrodite～アフロディーテ～）公開。
2015年6月20日，她在千葉拍攝的寫真影片《Spica》（Spica～スピカ～）開售。

#### 引退
2017年6月2日，志保乃表示將退出藝能界。引退作則於寫真網站sabra上公開；此作獲得了不錯的評價。她在7月22日出席了引退紀念活動。
2018年10月7日，志保乃對外表示自己已經結婚。2019年7月9日，她產下第一胎。

## 人物
她擅長跳古典芭蕾舞，在升上初中前不時會去跳芭蕾舞。她在出席《奶霜檸檬 New Generation》的發售紀念活動時表示，對她而言，理想的哥哥就是會在「洗澡後戴回眼鏡的人」。在校時曾加入魔術部和理科部。升上高中之後第一件想做的事就是「跟朋友一起外出用膳」。在高三暑假時因要兼顧工作和升學而無法遊玩，同時表示自己想在拍攝電影時飾演跟自身個性較為不同的角色。
她沒有哥哥，不過家中有一弟。

## 外部連結
- 志保乃涼的X（前Twitter）
- 志保乃涼的Instagram帳戶
- 志保乃涼的Facebook專頁